# Craro
Craro est une île inhabitée du Royaume-Uni située en Écosse, dans les Hébrides intérieures, au sud-ouest de l'île de Gigha.